# Nesogonia
Genre
Nesogonia est un genre d'insectes de la famille des Libellulidae, appartenant au sous-ordre des anisoptères dans l'ordre des odonates. Il ne comprend qu'une seule espèce : Nesogonia blackburni.

## Espèce du genreNesogonia
- Nesogonia blackburni (McLachlan, 1883)